# Арброт
Арбро́т (Абербро́ток, англ. Arbroath, Aberbrothock, шотл. Aiberbrothock, шотл. гел. Obair Bhrothaig) — місто на північному сході Шотландії, в області Ангус.
Населення міста становить 22 140 осіб (2006).